# Крийк
Крийк (на английски: creek – ручей, малка рекичка) е периодически пресъхваща река или временна такава, разположени във вътрешните райони на Австралия и характеризиращи се не само с непостоянно течение, но често и без корито. Те съществуват само по време на дъждовен период или при поройни валежи и напълно изчезват през останалото време на годината. Някои от тях през сухия сезон се разпадат на отделни малки езера и временни водоеми. На географските карти такива реки се отбелязват с пунктирни (най-често сини) линии.
Терминът „крийк“ се употребява главно в Австралия, но такива водни течения се срещат и в други сухи райони на Земята, където те се наричат уади (в Сахара и на Арабския полуостров), узбой (в Централна Азия). Терминът „крийк“ е разпространен също и като хидроним в САЩ и Канада, като наименование на малки реки: Мил Крийк, Кау Крийк, Уилоу Крийк, Блу Крийк, Санд Крийк и др.